# محور شرارت

آنچه جرج بوش «محور شرارت» نامیده، دربرگیرندهٔ ایران، عراق و کره شمالی است. (قرمز)
عبارت «آنسوی محور شرارات» دربرگیرندهٔ کوبا، لیبی و سوریه (نارنجی) است.

محور شرارت (به انگلیسی: Axis of Evil) اصطلاحی‌ست که جرج دابلیو. بوش، رئیس‌جمهور وقت آمریکا در ۲۹ ژانویه ۲۰۰۲ در سخنرانی سالیانه خود در کنگره ایالات متحده آمریکا، در اشاره به سه کشور جمهوری اسلامی ایران، کره شمالی و عراق بعثی به کار گرفت.
او علت این نام‌گذاری را «حمایت آن کشورها از تروریسم» و «تلاش آن‌ها برای دستیابی به جنگ‌افزار کشتارجمعی» بیان کرد.
بعد از آن در طی دوره ریاست جمهوری وی اغلب در سخنرانی‌ها برای اشاره به دولت‌هایی که حامی تروریسم یا به‌دنبال جنگ‌افزار کشتارجمعی بودند مورد استفاده قرار می‌گرفت. در سخنرانی سالیانه در اجلاس مشترک کنگره پرزیدنت بوش سه کشور ایران، عراق و کره شمالی را به عنوان تولیدکنندگان سلاح هسته‌ای توصیف کرد. این چنین محوری برای این کشورها مورد استفاده قرار گرفت برای متحد کردن مردم آمریکا در حمایت از جنگ علیه تروریسم.

## اجلاس مشترک کنگره آمریکا سال ۲۰۰۲
در سخنرانی سالیانه در اجلاس مشترک کنگره در فوریه ۲۰۰۲ پرزیدنت بوش کره شمالی را رژیمی که به موشک‌های بالستیک و سلاح‌های کشتار جمعی مسلح می‌شود درحالی‌که مردمش را گرسنگی می‌دهد معرفی کرد. وی همچنین در مورد ایران اظهار کرد: «درحالی‌که تعداد محدودی غیر منتخب امید به آزادی مردم ایران را سرکوب می‌کنند، رژیم ایران به صورتی مهاجمانه به‌دنبال تسلیحات کشتارجمعی و صدور تروریزم است.» در مورد سه کشور بوش به‌هرحال مشخصاً بیشترین انتقاد را در مورد عراق کرد. وی گفت عراق به رخ کشیدن خصومتش با ایالات متحده و حمایت از ترور ادامه می‌دهد. رژیم عراق طرح تولید آنتراکس (سیاه‌زخم) و گاز اعصاب و جنگ‌افزار هسته‌ای برای بیش از یک دهه ادامه می‌دهد… این رژیمی است که چیزی برای پنهان کردن از مردم جهان دارد. سپس بوش گفت کشورهایی مانند این‌ها و متحدان تروریست شان به بودن در یک محور شرارت ادامه می‌دهند به مسلح شدن و تهدید صلح جهانی.

## دیوید فروم و واژه محور شر
اصطلاح محور شر به نویسنده سابق سخنرانی‌های بوش دیوید فروم نسبت داده می‌شود که در ابتدا محور تنفر و سپس به محور شر تغییر کرد. فروم در کتاب خود مرد درست در توضیح علت و مبنای تولید اصطلاح محور شر نوشت: «ریاست جمهوری شگفت جورج دبلیو بوش. در ابتدا داستان از اواخر دسامبر ۲۰۰۱ شروع شد وقتی که رئیس نویسندگان سخنرانی مایکل گرسون به فروم مأموریت داد که برای پس زدن دولت صدام حسین در عراق مطلبی در حد چند جمله در سخنرانی سالیانه اجلاس مشترک کنگره بیاورد.» فروم می‌گوید او شروع کرد به بازخوانی سخنرانی فرانکلین دی روزولت در ۸ دسامبر ۱۹۴۱ تحت عنوان «روزی که به‌عنوان لکه ننگ باقی خواهد ماند» که بعد از حمله غافلگیرانه ژاپن به پرل هاربر ارائه شد. درحالی‌که آمریکا برای شروع جنگ با ژاپن نیازی به متقاعد کردن کسی نداشت، روزولت تهدید بزرگتر برای ایالات متحده را از جانب آلمان نازی می‌دید و نیاز داشت که موضوع جنگ در دو اقیانوس را مطرح کند.
فروم در کتابش به قسمتی از سخنرانی روزولت اشاره می‌کند که اکنون غالباً مورد مراجعه قرار می‌گیرد، «... ما نه تنها از خودمان با حداکثر توان دفاع می‌کنیم بلکه مطمئن می‌شویم که قدر و خیانت به این شکل هرگز ما را مجدداً مورد تهدید قرار ندهد.» فروم سخنرانی روزولت را به این شکل تفسیر می‌کند که «برای دولت پرل هاربر نه تنها یک حمله بود، بلکه یک اخطار برای آینده بود که بدترین حملات و بدتر از دیگری، حتی دشمنانی خطرناکتر.» ژاپن که کشوری با یک دهم توان صنعتی آمریکا، وابستگی به واردات مواد غذایی که هم‌اکنون درگیر جنگ با چین است و با بی پروایی تمام علی‌رغم همه این شرایط به آمریکا حمله می‌کند، فروم در مورد بی اعتنایی می‌گوید «این چیزی بود که قدرت‌های محور را تهدیدی برای صلح جهانی کرده بود.» به تصمیم فروم دو جنگ صدام حسین با ایران و کویت فقط یک بی پروایی بود، بنابراین تهدیدی مشابه برای صلح جهانی محسوب می‌شد.
فروم در کتابش می‌نویسد که هر چه بیشتر او قدرت‌های محور در جنگ جهانی دوم را با «کشورهای تروریست پرور» مقایسه کرده متوجه مشابهت‌های بیشتری بین آن‌ها شده است. فروم می‌نویسد «قدرتهای محور به یکدیگر بی علاقه و بی‌اعتماد بودند. اگر آنها جنگ را به نحوی می‌بردند، کشورهای عضو آن به‌سرعت بسمت درگیری علیه یکدیگر می‌چرخیدند. ایران، عراق و القاعده و حزب‌الله لبنان علی‌رغم دعوا و مرافعه بین خودشان همگی علیه قدرت‌های غربی و اسرائیل بودند و همگی از ارزش‌های انسانی دموکراسیهای غربی نفرت داشتند.» در این نقطه فروم ارتباط بین آن‌ها را متوجه می‌شود: «همه کشورهای تروریست پرور و سازمان‌های تروریستی یک محور تنفر علیه ایالات متحده به‌وجود می‌آورند.»
فروم می‌گوید او سپس یک یادداشت با استدلال فوق می‌فرستد و برخی بی رحمی‌های مرتکب شده توسط دولت عراق را متذکر می‌شود. او انتظار داشت که کلماتش به عنوان غیرقابل تأیید تصحیح شده و خارج شود، همانطوری که سرنوشت بسیاری از سخنرانی‌های نوشته شده برای رئیس‌جمهوری‌ها بوده، اما کلماتش توسط بوش تقریباً کلمه به کلمه خوانده شد، نتیجتاً بوش اصطلاح محور تنفر را به محور شرارت تغییر داد. کره شمالی به لیست اضافه شد، او می‌گوید، بخاطر اینکه آن‌ها تلاش می‌کنند بمب اتمی بسازند، با گستاخی تاریخچه‌ای از اقدامات تجاوزکارانه داشته است، که نیاز است یک رودستی قوی تر دریافت کند.
بعدها همسر فروم نوشته‌های او را علنی کرد.

## یوسف بودانسکی و محور همپیمان جدید
یک دهه قبل از۱۳۸۰ (۲۰۰۲) سخنرانی سالیانه اجلاس مشترک کنگره آمریکا در اوت ۱۹۹۲ عالم سیاسی یوسف بودانسکی برگه‌ای نوشت با تیتر «تهران، بغداد و دمشق: یک محور همپیمان جدید». این در حالی بود که او در موضع مدیر نیروی ویژه کنگره در خصوص تروریزم و جنگ‌های غیر کلاسیک در کنگره ایالات متحده کار می‌کرد. علی‌رغم اینکه او کلمه شرارت را به محور جدید نیفزوده و استفاده نکرده بود محور بودانسکی بسیار یادآور محور فروم بود. بودانسکی احساس می‌کرد این محور جدید بسیار تحول خطرناکی است. استدلال بودانسکی در یک‌کلام این بود که ایران، عراق و سوریه یک اتحاد سه جانبه در آستانه جنگ خلیج فارس تشکیل داده‌اند، و اینکه این اتحاد یک تهدید فوری ایجاد کرده‌اند که تنها با تهاجم مجدد به عراق و سرنگونی صدام حسین می‌توان با آن مواجه شد.

## بولتون: ورای محور شرارت

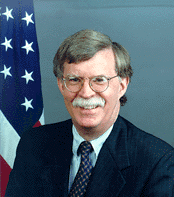
جان بولتون

در ۶ مه ۲۰۰۲ معاون وزیر خارجه وقت جان بولتون تحت عنوان ورای محور شرارت یک سخنرانی داشت. در این سخنرانی او سه کشور کوبا، لیبی و سوریه را به کشورهای مطرح شده تا آن وقت اضافه کرد. دلایل ضمیمه کردن این کشورها به این گروه‌بندی عبارت بودند از: «دولت‌های حمایت کننده تروریسم بوده و اینکه به‌دنبال دست یابی به سلاح‌های کشتار جمعی بودند یا ظرفیت انجام این کار را داشتند علی‌رغم تعهدات الزام آورشان.»

## درگیری روسیه و ناتو

چین، ایران، کره شمالی و روسیه به عنوان محور شرارت به رنگ قرمز و آمریکا به رنگ آبی

در سال ۲۰۲۴، دبیرکل ناتو، ینس استولتنبرگ و دبیرکل سابق، آندرس فوگ راسموسن هشدار دادند که چین، ایران، کره شمالی و روسیه، در حال تشکیل اتحاد جدید مستبدان هستند. این کشورها توسط چندین سیاستمدار آمریکایی از جمله کریستوفر کاوولی، مایک جانسون و میچ مکانل نیز به عنوان محور شرارت جدید، عنوان شده‌اند.

## انتقادات
ایران و عراق در جنگی طولانی در دهه ۱۹۸۰ درگیر بوده‌اند که در زمان سخنرانی بوش تقریباً تحت همان رهبری بوده‌اند، به همین دلیل عده‌ای را به مخالفت واداشت که بگویند دو کشور را تحت یک لوا قرار دادن گمراه‌کننده است. دیگران استدلال کردند که هر کدام از سه کشور «محور شرارت» مشخصه‌های خاص خودشان را داشتند که هم گروه کردن آن‌ها با یکدیگر آن را ناپایدار می‌کند. آن اپلبوم در مورد مذاکرات پارلمانی دربارهٔ جدا دیدن کره شمالی از این گروه‌بندی مطالبی نوشته است.
در روزهای بعد از حملات ۱۱ سپتامبر، کروکر و سایر مقامات بلندمرتبه وزارت خارجه آمریکا به ژنو پرواز کردند تا به صورت محرمانه با نمایندگان دولت ایران ملاقات کنند. برای چند ماه، کروکر و طرف حساب‌های ایرانی وی برای دستگیری عوامل القاعده در منطقه و جنگ با طالبان در افغانستان همکاری می‌کردند. بعد از سخنرانی بوش که ایران محور شر اعلام شد، مواضع ایرانی‌ها برای همکاری با ایالات متحده سخت و این ملاقات‌ها متوقف شد.
به گزارش یک خبرنگار غربی از تهران :خاتمی، بوش را به سبب این سخنرانی مورد سرزنش قرار داد. از نظر وی این اقدام عملاً ایران را به بحران گسترده‌ای کشاند که بهانهٔ مناسبی در اختیار مخالفان محافظه کار او قرار داد و امیدهای مربوط به اصلاحات داخلی در ایران را از بین برد.